# 降幡正志
降幡 正志（ふりはた まさし、1967年1月5日 - ）は、日本の言語学者。専門は、インドネシア語学、スンダ語学。
東京外国語大学総合国際学研究院 言語文化部門・言語研究系 教授。

## 略歴
- 1991年、東京外国語大学外国語学部卒業、1994年、東京外国語大学大学院外国語学研究科アジア第三言語専攻修士課程修了。東京外国語大学外国語学部講師、助教授・准教授を経て、2022年4月より現職。

## 著書・論文
- 「多層な文化を支える言語」，大角翠編著『少数言語をめぐる10の旅－フィールドワークの最前線から－』．三省堂．pp.206-236．2003年3月
- 「ことばというパスポート(20)スンダ語」，『月刊言語』第31巻第9号．大修館書店．pp.-94-97．2002年8月
- 『キーワードで覚える！やさしいインドネシア会話』．ユニコム．1998年8月